# عبد الله بن سيف بن محمد الكندي

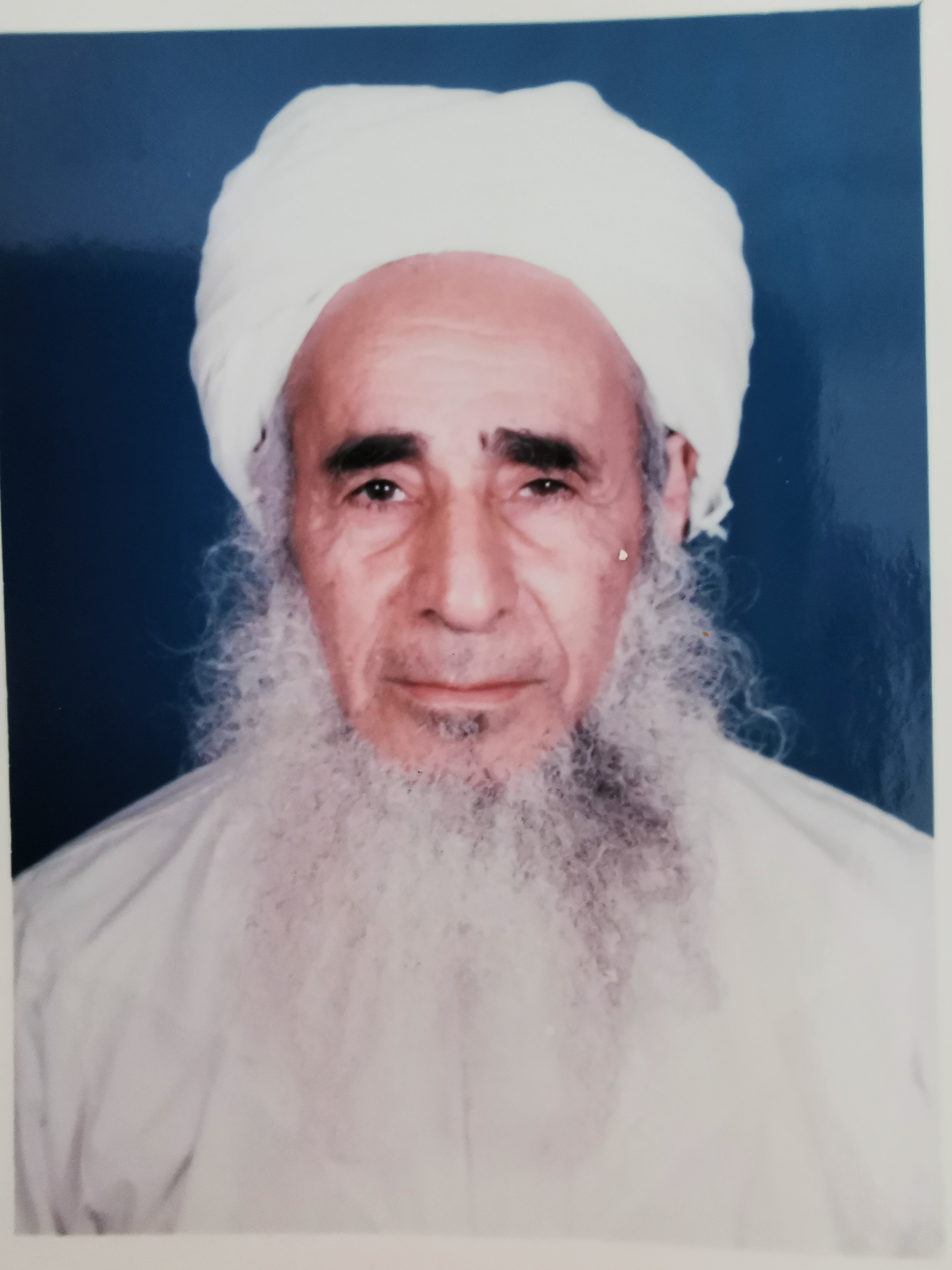
الاستاذ الشيخ عبدالله الكندي

عبد الله بن سيف بن محمد بن خلفان الكندي النخلي عالم دين ولد في نزوى سنة 1930 م/ 1348 هـ. عاش معظم حياته بين نزوى و مسقط ونخل. يعد عالما إباضيا بارزا في علوم القرآن والحديث. 

## عنه
له مؤلفات عدة مثل (عقود العقيان في ذكر شي من مباحث القرآن) جمع فيه أسباب النزول وأحكام القرآن والإعجاز وغيرها في أبيات شعرية سلسلة وله كذلك (التحديث في علوم الحديث) و(سبيل الرشاد في فقه عدة الوفاة والحداد والوحد الإسلامية.
وقد تتلمذ على ايادي المشايخ سليمان بن علي الكندي وسعود بن سليمان الكندي وكذلك الشيخ سالم بن حمود السيابي والمفتي السابق لعمان إبراهيم بن سعيد العبري.
وعمل كمعلم لمادة التربية الإسلامية بالمدرسة السعيدية في مسقط منذ عام 1954 إلى 1973 ثم انتقل إلى بلده الام «نخل». وله العديد من المحاضرات والندوات في أنحاء متفرقة من سلطنة عمان.